# Ophthalmophyllum
Ophthalmophyllum är ett växtsläkte i familjen Isörtsväxter.